# Marvin Johnson
Marvin L. Johnson (ur. 12 kwietnia 1954 w Indianapolis) – amerykański bokser, medalista olimpijski z 1972, później zawodowy mistrz świata kategorii półciężkiej.

## Kariera amatorska
Zdobył Złote Rękawice w wadze półciężkiej w 1971 i w wadze średniej w 1972. Wziął udział w igrzyskach olimpijskich w 1972 w Monachium, gdzie zdobył brązowy medal w wadze średniej, po zwycięstwach nad Ewaldem Jarmerem z RFN i Alejandro Montoyą z Kuby. W półfinale pokonał go przyszły mistrz olimpijski Wiaczesław Lemieszew ze Związku Radzieckiego.

## Kariera zawodowa
Rozpoczął karierę boksera zawodowego w 1973. Startował w wadze półciężkiej. Wygrał pierwsze 15 walk, w tym 12 przez nokaut lub techniczny nokaut. Wśród pokonanych był m.in. Tom Bethea. 26 lipca 1977 w Filadelfii Johnson poniósł pierwszą porażkę. W walce o tytuł mistrza NABF (North American Boxing Federation) wagi półciężkiej pokonał go Matthew Franklin, znany później jako Matthew Saad Muhammad. W kolejnych siedmiu walkach Johnson zanotował sześć zwycięstw (pokonał go tylko Lottie Mwale) i 2 grudnia 1978 w Marsali na Sycylii zmierzył się o tytuł mistrza świata federacji WBC z dotychczasowym mistrzem Mate Parlovem. Wygrał przez techniczny nokaut w 10. rundzie i został nowym mistrzem świata. Stracił ten tytuł już w pierwszej obronie 22 kwietnia 1979 w Indianapolis po porażce z Matthew Saadem Muhammadem przez techniczny nokaut w 8. rundzie.
Ponownie zdobył mistrzostwo świata, tym razem federacji WBA 30 listopada 1979 w Nowym Orleanie po znokautowaniu w 11. rundzie obrońcy tytułu Víctora Galíndeza. Po raz drugi utracił pas mistrzowski w pierwszej obronie 31 marca 1980 w Knoxville, po porażce przez techniczny nokaut w 11. rundzie z Eddiem Mustafą Muhammadem. Wygrał potem trzy walki przed czasem, a 28 marca 1981 w Atlantic City znokautował go Michael Spinks.
Po tej porażce Johnson wygrał kolejnych czternaście walk, w tym dwanaście przed czasem. W następnej zmierzył się 9 lutego 1986 w Indianapolis o wakujący tytuł mistrza świata WBA w wadze półciężkiej z Lesliem Stewartem, wygrywając przez techniczny nokaut w 7. rundzie. Stał się w ten sposób pierwszym bokserem, który trzykrotnie zdobywał tytuł mistrza świata w wadze półciężkiej. 20 września tego roku w Indianapolis pokonał w obronie tytułu Jeana-Marie Emebe przez techniczny nokaut w 13. rundzie, a 23 maja 1987 w Port-of-Spain przegrał rewanżową walkę o mistrzostwo z Lesliem Stewartem przez poddanie w 8. rundzie. Była to ostatnia walka zawodowa Johnsona.
Pracował później w biurze szeryfa w hrabstwie Marion.